# Mario Winans
Mario Winans, også kendt som Mario 'Yellowman' Winans, er en R&B-producer/sanger fra USA.

## Diskografi
- Story of my heart (1997)
- Hurt no more (2004)